# Wouter Scheelen
Wouter Scheelen (Hasselt, 16 oktober 1985) is een voormalig Belgisch profvoetballer die een groot deel van zijn carrière speelde voor Lommel United. 

## Spelerscarrière
Scheelen genoot zijn jeugdopleiding bij Helchteren VV en KRC Genk. In augustus 2002 debuteerde hij op zestienjarige leeftijd in het eerste elftal van derdeklasser KVV Overpelt-Fabriek. Van 2003 tot 2006 vormde de jonge linkerflankspeler naast routiniers Mirek Waligora, Marcos Pereira en Philip Haagdoren, de aanvalslinie van de nieuwe fusieclub KVSK United.
In 2006 tekende Wouter Scheelen een driejarig profcontract bij eersteklasser KVC Westerlo, dat nadien verlengd werd voor nogmaals drie seizoenen. Scheelen werd tussentijds uitgeleend aan KVSK United en in het seizoen 2010/11 aan Oud-Heverlee Leuven. In de titelmatch Antwerp-OH Leuven (2-2-gelijkspel) maakte hij een van de twee Leuvense goals, waardoor OHL voor het eerst in zijn bestaan naar de Jupiler Pro League promoveerde. In het seizoen 2011/12 kwam Scheelen uit voor Fortuna Sittard in de Nederlandse Eerste Divisie. Hij werd door de Fortuna-supporters bedankt met de titel Speler van het Jaar.
In het seizoen 2012/13 keerde Scheelen terug naar Lommel United. Met 330 officiële wedstrijden op de teller en 61 doelpunten is Wouter Scheelen recordhouder én topschutter (in alle competities) voor de club(s) KVSK United-Lommel United-Lommel SK. 
Medio 2018 trok Bocholt VV, dat toen uitkwam in Tweede klasse amateurs, de 32-jarige Scheelen aan. In de voorbereiding op het seizoen 2020/21 raakte hij gekwetst en miste de start van het seizoen. Enkele weken later werd van overheidswege beslist omwille van de coronapandemie het volledige seizoen te annuleren. Scheelen was een tijd lang aanvoerder bij Lommel United en Bocholt VV, hij speelde 20 seizoenen in de nationale reeksen. In totaal speelde hij bijna 500 competitiewedstrijden.
In 2022 hing hij de voetbalschoenen aan de haak en werd hij T2 bij Bocholt.

## Clubstatistieken
| Seizoen         | Club                   | Competitie                  | Competitie | Competitie | Play-offs | Play-offs | Beker | Beker | Totaal | Totaal |
| Seizoen         | Club                   | Competitie                  | Wed.       | Dlp.       | Wed.      | Dlp.      | Wed.  | Dlp.  | Wed.   | Dlp.   |
| --------------- | ---------------------- | --------------------------- | ---------- | ---------- | --------- | --------- | ----- | ----- | ------ | ------ |
| 2002/03         | K. Overpelt-Fabriek VV | Derde klasse                | 17         | 1          |           |           | 1     | 0     | 18     | 1      |
| 2003/04         | KVSK United            | Derde klasse                | 23         | 4          | 4         | 1         | 0     | 0     | 27     | 5      |
| 2004/05         | KVSK United            | Derde klasse                | 29         | 6          | 0         | 0         | 2     | 0     | 31     | 6      |
| 2005/06         | KVSK United            | Tweede klasse               | 32         | 8          | 0         | 0         | 2     | 0     | 34     | 8      |
| 2006/07         | KVC Westerlo           | Eerste klasse               | 19         | 1          | —         | —         | 2     | 0     | 21     | 1      |
| 2007/08         | KVC Westerlo           | Eerste klasse               | 5          | 0          | —         | —         | 0     | 0     | 5      | 0      |
| 2007/08         | KVSK United            | Tweede klasse               | 14         | 4          | 6         | 1         | 0     | 0     | 20     | 5      |
| 2008/09         | KVC Westerlo           | Eerste klasse               | 31         | 2          | —         | —         | 3     | 1     | 34     | 3      |
| 2009/10         | KVC Westerlo           | Eerste klasse               | 7          | 0          | 0         | 0         | 3     | 0     | 10     | 0      |
| 2009/10         | KVSK United            | Tweede klasse               | 10         | 0          | 0         | 0         | 0     | 0     | 10     | 0      |
| 2010/11         | Oud-Heverlee Leuven    | Tweede klasse               | 31         | 7          | —         | —         | 1     | 1     | 32     | 8      |
| 2011/12         | Fortuna Sittard        | Eerste divisie              | 32         | 6          | —         | —         | 1     | 0     | 33     | 6      |
| 2012/13         | Lommel United          | Tweede klasse               | 31         | 4          | 0         | 0         | 1     | 0     | 32     | 4      |
| 2013/14         | Lommel United          | Tweede klasse               | 33         | 7          | 0         | 0         | 2     | 0     | 35     | 7      |
| 2014/15         | Lommel United          | Tweede klasse               | 34         | 4          | 0         | 0         | 2     | 2     | 36     | 6      |
| 2015/16         | Lommel United          | Tweede klasse               | 27         | 5          | 0         | 0         | 2     | 1     | 29     | 6      |
| 2016/17         | Lommel United          | Eerste klasse B             | 18         | 2          | 6         | 3         | 1     | 0     | 25     | 5      |
| 2017/18         | Lommel SK              | Eerste klasse amateurs      | 30         | 6          | 1         | 0         | 3     | 3     | 34     | 9      |
| 2018/19         | Bocholt VV             | Tweede klasse amateurs VV B | 28         | 10         |           |           | 3     | 1     | 31     | 11     |
| 2019/20         | Bocholt VV             | Tweede klasse amateurs VV B | 23         | 6          |           |           | 2     | 1     | 25     | 7      |
| 2020/21         | Bocholt VV             | Tweede afdeling VV B        |            |            |           |           |       |       |        |        |
| 2021/22         | Bocholt VV             | Tweede afdeling VV B        | 24         | 5          |           |           | 2     | 1     | 26     | 6      |
| Carrière totaal | Carrière totaal        | Carrière totaal             | 498        | 87         | 17        | 5         | 33    | 11    | 548    | 104    |

## Trainerscarrière
In zijn eerste seizoen als assistent van Bocholt VV diende hij onder Tom Vandervee, de laatste trainer uit zijn rijkgevulde spelerscarrière. Daarna diende hij een quasi volledig seizoen onder Yves Beckers. In april 2024 stapte Scheelen op na onenigheid met het bestuur, dat in hem meer een T1 zag dan een T2 en het aflopende contract van Scheelen dus niet zou verlengen.